# Sanmiguelia
Sanmiguelia, rod fosilnih biljaka temeljen na otiscima palminog lišća iz razdoblja trijasa (prije 251 do 199,6 milijuna godina) pronađenih u stijenama iz Colorada. Možda je među najranijim angiospermama ili cvjetnicama. Eliptični listovi bili su nabrani, do 40 cm (16 inča) dugi i 25 cm (10 inča) široki, a nosili su vrh sužene stabljike.
Primjerci palminog lišća pod nazivom Sanmiguelia lewisi Brown opisani su s dva lokaliteta u skupini Dockum iz kasnog trijasa u blizini Canyona, Teksas. Ove pojave značajno proširuju geografski raspon fosila jer je prije bio poznat samo iz gornjeg trijasa u jugozapadnom Coloradu. Sanmiguelia je vrijedna pažnje jer je jedna od rijetkih pretkrednih angiospermi.
Jedina poznata vrsta je palmolika biljka S. lewisi.